# フラミンゴシ
フラミンゴシ（セルビア語:Фламингоси / Flamingosi）は、セルビアの音楽デュオ。セルビアのテレビ司会者オグニェン・アミジッチと、俳優のマリンコ・マジュガリから成る。
フラミンゴシは2005年の夏に結成された。彼らのスタイルは典型的なセルビアの民俗音楽やロック、ジャズなどを混交したものであった。彼らはこの年に大ヒットし、大きな知名度を得た。2006年、フォーク・ジャズ歌手のルイスとともに、ユーロビジョン・ソング・コンテストのセルビア・モンテネグロ国内選考であるエヴロペスマに参加し、『Ludi letnji ples』(Crazy Summer Dance)を歌った。彼らはセルビア側からの参加者の間で首位にたった。
彼らは、セルビアの放送局ピンクで、イタリアのゲーム番組『Ciao Darwin』の司会を務めていた。
マリンコ・マジュガリは長い闘病の末、2016年に死去した。

## ディスコグラフィー
- Razum i osećajnost, 2005
- Gordost i predrasude, 2006
- Prljavi igrači, 2011
- Seti se našeg zaveta [A strana], 2011
- Seti se našeg zaveta [B strana], 2014